# 世紀帝國III：亞洲王朝
《世紀帝國III：亞洲王朝》是一個即時戰略電腦遊戲，由全效工作室和Big Huge Games共同開發，並由Microsoft Game Studios發行。這遊戲是《世紀帝國III》的第二片資料片，於《世紀帝國III：群酋爭霸》之後發行。遊戲加入了三個新文明：印度、中國和日本，以及一些原住民、戰伇、地圖以及遊戲模式。
《世紀帝國III：亞洲王朝》Windows版本于在2007年10月23日在北美發售，Mac版本于2008年5月5日发售。這遊戲普遍地獲得評論家的好評，多為讚揚遊戲畫面，但同時有評論稱遊戲內容是預料之內。遊戲在Game Rankings與Metacritic都得到八成的分數。但在上市之后并没有取得预料中的销售成绩。

## 游戏要素
亞洲王朝大体和原作相似，但增加了三個新的亞洲文明中国、日本、印度和六個原住民，原住民包括少林、禪宗、蘇非、優陀西派、虔誠派以及耶穌會。亞洲文明的英雄為和尚，除了中國只有一名少林大師外，日本以及印度的和尚皆為兩名。亞洲的文明皆由奇觀來晉升到下一個時代，這些奇觀同時會帶來額外的效益以及功能。亞洲的文明都能建造領事館，領事館容許各亞洲文明與歐洲勢力結盟以及交換「出口商品」（一種新的資源）。出口商品能用作招募強大的外國盟軍和獲得其他國家的科技，玩家也可因應需求而調較獲得出口商品的速度。除了與歐洲國家結盟，選擇日本的玩家亦可以選擇日本鎖國。新增的十一張隨機地圖包括：黃河、絲路、喜馬拉雅山脈、蒙古高原、西伯利亞、中南半島、錫蘭、德干高原、婆羅洲以及本州島。

### 戰役
三个新增的文明皆有其专属的“战役”。每场战役由5个新剧情组成。此外，玩家必須先完成日本戰役才能開啟中國戰役和印度戰役。
- 日本戰役：日本戰役是關於17世纪的關原之戰，曾在《世紀帝國II：征服者入侵》時亦出現過的一個小型戰役，即京都戰役（山崎之戰）。而本次战役是聚焦於日本的统一，故事发生在前作的数十年之后，主要集中於江戶幕府的創立，也就是京都之戰之後幾十年（約在萬曆朝鮮戰爭結束、豐臣秀吉逝世之後）。玩家們需要指揮一名名叫佐久間吉郎的年輕將軍，他是內大臣德川家康的「養子」，並在關原之戰前經歷了許多事。[6]吉郎後來知道，是德川家康在他還是嬰兒的時候破壞了他的家園，並殺了他的父母，但由於德川是他的養父兼主公，所以吉郎仍跟隨着他，並幫助德川家康成為幕府將軍，統一日本。

- 中國戰役：中国战役是關於1421年的中国发现世界，一支中国的寻宝船队早于哥倫布发现新大陆。[6]故事的主人公是一直夢見世外桃源的明朝都指揮使黃堅（鄭和）以及他的助手——福建水手陳烙，他们受命于朝廷探索新的疆域。然而他们的總兵官王晉海（王景弘）却野心在新大陆建立起属于自己的帝国。奇怪的是，正当他们到达新大陆时，晉海却消失不见了。[7]不過黃堅最後發現王晉海背叛了國家，並擊敗了他和他的支持者。他之後回到家鄉，並希望無人知道他們曾經到過那裡。

- 印度戰役：印度戰役是關於19世紀的印度兵變。[6]故事的主角納尼普中尉是印度兵軍團的一員。他原先與英國東印度公司是盟友，但後來慢慢從公司殘酷對待和傷害印度平民的行為中醒悟過來。後來公司強迫納尼普和他的團員使用新的恩菲爾德步槍（Pattern 1853 Enfield），由于此步槍的弹药必须士兵用口咬開彈藥袋才能取出，而彈藥袋又覆蓋著牛油作防锈和润滑之用。对于笃信印度教的納尼普和他手下来说，食用牛肉是头等禁忌。這促使納尼普最終帶領他的部下攻擊艾德華生上校的要塞並把他殺死。他接著繼續與公司的其他領導對抗。納尼普的處境與群酋爭霸中，戰役「陰影」中查伊頓·布萊克的十分相似。[6][7]

### 遊戲模式
本作引進了多種新的遊戲模式。四個新模式分別為：山丘之王、弒君戰、條約和禁封鎖條約。另外也有傳統的遊戲模式：爭霸戰和生死戰。
- 山丘之王:玩家們必須佔領和防守一個特定的城堡直至計時完畢。如果一名玩家能在指定時間內守住那城堡，該名玩家就能勝出。不過當其他玩家攻佔該城堡，便需重計時。另外，玩家不得在那堡壘附近建造建築物。[8]
- 弒君戰:與《世紀帝國II》的版本相似，遊戲的目標都是要保護你的攝政王──一個代表你國王的單位。如果他被殺，你就會輸掉。當所有敵方，或友方的攝政王被殺，遊戲便會完結。現時只能在本州島地圖進行此遊戲模式。[8]
- 條約:遊戲的主持指定一段和平時間，在這段時間內任何玩家都不能攻擊任何一方。玩家在此模式中可使用封鎖工具來阻止敵方家鄉船運。[8]
- 禁封鎖條約：與條約模式相似，但不能使用封鎖工具。[8]

## 評價
| 汇总媒体     | 得分 |
| ------------ | ---- |
| GameRankings | 80%  |
| Metacritic   | 80%  |

| 媒体     | 得分   |
| -------- | ------ |
| GameSpot | 7.5/10 |
| GameSpy  | 4.5/5  |
| IGN      | 8.0/10 |

遊戲評論對《世紀帝國III：亞洲王朝》有着十分正面的評價，並且有著差不多8.2的平均分，與《世紀帝國III》的評價相似。
Gamespot網站的傑森·歐坎普（Jason Ocampo）給了7.5分（滿分：10分），他很喜歡遊戲中的新文明和戰役，同時也包括和以往《世紀帝國》不同的遊戲方式，他也讚道奇觀重返於遊戲中。然而，歐坎普並不喜歡戰役當中「相似的情節變化」，以及在其他前作已被再三使用的音效。他推薦這遊戲給「對世紀帝國十分狂熱的愛好者和對於亞洲文明友人」，並以此總結他的評論。
IGN網站的史帝夫·布茲（Steve Butts）也很享受這款遊戲，並且評定10分中擁有8分。其中他最喜愛的是遊戲畫面（8.5分），評道：「遊戲的繪圖引擎可以輕易的繪出高品質的戰鬥動作以及場境。」然而，遊戲在「吸引力持久度」的部份並未得到類似的評分，因為布茲認為遊戲能在「一週」內完成，雖然「『山丘之王』有吸引力但是比起同類型遊戲還是稍嫌遜色」。最後，遊戲呈現、音效及遊戲性方面都一貫地給了8分，而布茲認為戰役缺乏驚喜。
GameSpy網站的評家湯姆·契克（Tom Chick）則對於遊戲高度讚賞，他給了4.5顆星。他特別熱愛遊戲的畫面，形容「如此華麗的寺塔、拱門、清真寺尖塔和顏色，那些老掉牙的歐洲人是絕不可能想像的到它們會出現於新大陸」。他也讚美遊戲東西融合的玩法十分有趣，最後總結：「如果你從前不是個《世紀帝國III》的愛好者，那就準備成為其中一份子吧。」

## 外部連結
- （英文）世紀帝國III：亞洲王朝 英文官方網站